# Philodina erythrophthalma
Philodina erythrophthalma är en hjuldjursart som beskrevs av Ehrenberg 1830. Philodina erythrophthalma ingår i släktet Philodina och familjen Philodinidae. Inga underarter finns listade i Catalogue of Life.